# Courtship Dating
«Courtship Dating»  es una canción del dúo canadiense Crystal Castles. Se incluyó en su álbum 
debut Crystal Castles y fue lanzada como sencillo el 31 de marzo de 2008, aunque ya había sido filtrada en 2006. Según Alice, «la canción es sobre la taxidermia en humanos, la idea de preservar la belleza de un amante al igual que con los animales».

## Lista de canciones
| CD y descarga digital |                    |             |                          |          |  |
| N.º                   | Título             | Letras      | Música                   | Duración |  |
| 1.                    | «Courtship Dating» | Alice Glass | Alice Glass y Ethan Kath | 3:32     |  |

| Versión en vinilo de 7" |                         |             |                          |          |  |
| N.º                     | Título                  | Letras      | Música                   | Duración |  |
| 1.                      | «Courtship Dating»      | Alice Glass | Alice Glass y Ethan Kath | 3:32     |  |
| 2.                      | «Trash Hologram (Demo)» | Alice Glass | Ethan Kath               | 2:14     |  |

## Recepción
La canción obtuvo reseñas positivas por parte de los críticos, según la revista New Musical Express es descrita como «synth-pop lleno de gritos apagados, un bajo sacudido y tableros de circuitos chispeantes», y como «la mejor pieza de aborrecimiento a la humanidad pop cyborg desde "Silent Shout" de The Knife», dejándola en el puesto #44 de las 50 mejores canciones de 2008, mientras que se quedó en el puesto #60 de las mejores 100 según Pitchfork Media.